# Galleri London

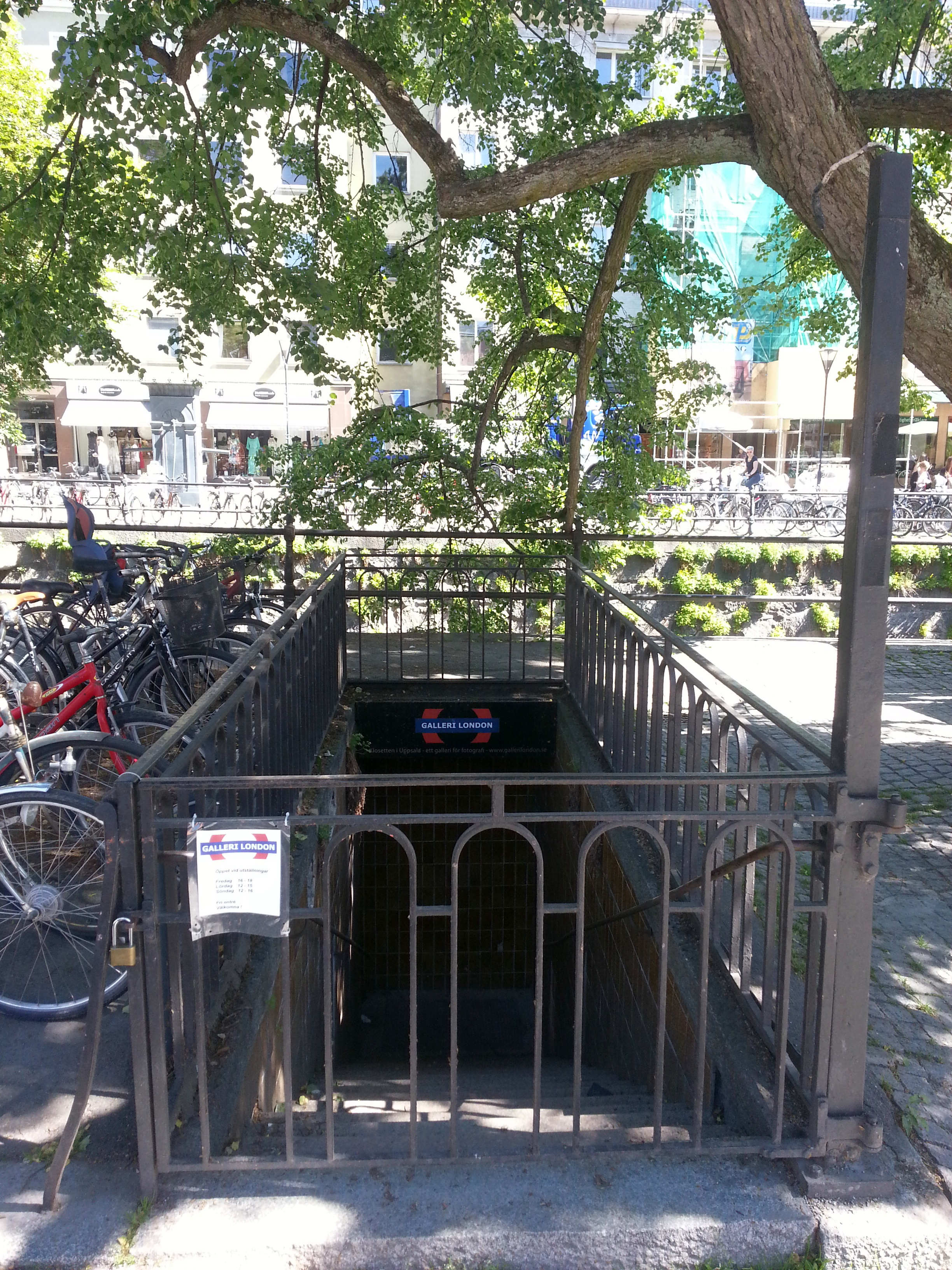
Ingången till Galleriet London

Galleri London är ett konstgalleri i Uppsala. Galleriet är inrett i en före detta offentlig toalett under Fyristorg i centrala Uppsala. Toaletten byggdes 1927, och var designad av arkitekten Gunnar Leche. Det var Uppsalas första offentliga vattentoaletter. Lokalen var i sin helhet byggd under jord, med fönster ut mot Fyrisån.
Toaletten stängde i slutet av 1970-talet, och stod oanvänd i många år. 2005 öppnade det galleri som fick namnet Galleri London. Det fick sitt namn på grund av likheten med nedgångarna till tunnelbanestationerna i Londons tunnelbana. 
Föreningen planerade att göra galleriet till ett permanent fotogalleri. På grund av lokalens skick med fukt och återkommande översvämningar och att det tillfälliga bygglovet gick ut stängde galleriet 2020.